# Windows 2000
Windows 2000，簡稱Win2K（开发时稱為Windows NT 5.0），是由微軟公司所開發並銷售的電腦作業系統，屬於微軟Windows NT產品線的一部分。于1999年12月15日發行給製造商（RTM），并于2000年2月17日发行零售版。
Windows 2000發佈了四个版本：專業版（Professional）、伺服器版（Server）、進階伺服器版（Advanced Server）、資料中心伺服器版（Datacenter Server）。雖然每個版本有不同的市場目標，但都使用相同的核心功能，包括许多系统应用程序，例如微软管理控制台和系统管理程序。
Windows 2000引入了NTFS 3.0、加密文件系统、動態邏輯磁碟管理。相比Windows NT 4.0，Windows 2000通过辅助技术改进了对殘障人士的支持。另外增加了对語言和地區設定的支持。服务器版本具有附加功能，最引人注目的是活动目录的引入，在随后的几年中成为商业场景中广泛使用的目录服务。
微軟稱Windows 2000当时最安全的Windows版本；不過Windows 2000也成為許多高危電腦病毒的攻擊目標，像是知名的紅色代碼（Code Red）和Nimda病毒。
在发布后的十年里，它几乎每个月都会收到安全漏洞补丁，直到2010年7月13日終止支援為止。該系統多年來在許多發展中國家的公用電腦廣泛使用。
Windows 2000後續系統為Windows XP（2001年10月上市）及Windows Server 2003（2003年4月上市）。

## 开发历史
Windows 2000是Windows NT家族中的一部份，目的是取代Windows NT 4.0。原先被稱作Windows NT 5.0，隨後稱之為Windows NT 2000，最後微軟決定簡化名稱，在1998年10月27日定名為Windows 2000。Windows 2000的第一個測試版在1998年9月釋出，測試版一直發佈到1999年4月29日第三個測試版為止，測試期間有針對DEC Alpha平台的Windows 2000釋出，但是第二個測試版取消（因此直到Windows XP開始支援x86-64平台為止，Windows NT 4.0是微軟最後一個支援跨平台的作業系統）。測試結束之後，從1999年7月到1999年11月微軟還發佈三次釋出候選版（release candidates）。最終在1999年12月12日，微軟發佈Windows 2000的RTM版本。
在2000年9月29日發佈了能夠支援32個處理器的Windows 2000 Datacenter Server，目標是大型的電腦系統。

## 新功能與改進
Windows 2000 將 Windows 98 和 98 SE 的許多新功能引入了 NT 系列，例如 Windows桌面更新、Internet Explorer 5（2001年，Internet Explorer 6緊隨其後，也可用於Windows 2000）、Outlook Express、 NetMeeting、FAT32支持、Windows驅動程序模型、Internet 連接共享、Windows 媒體播放器、WebDAV 支持等。某些新功能在所有 Windows 2000 版本中都很常見，其中包括 NTFS 3.0、Microsoft管理控制台 (MMC)、UDF 支持、加密文件系統 (EFS)、邏輯磁盤管理器、圖像色彩管理 2.0、支持基於 PostScript 3 的打印機、OpenType (.OTF) 和 Type 1 PostScript (.PFB) 字體支持（包括一種新字體——Palatino Linotype——以展示一些 OpenType 功能）、數據保護API (DPAPI)、支持 LDAP/Active Directory 的通訊簿、可用性增強以及多語言和區域設置支持。 Windows 2000 還為 USB 打印機、大容量存儲類設備引入了 USB 設備類驅動程序，並改進了對打印機和掃描儀的 FireWire SBP-2 支持，以及用於存儲設備的安全刪除小程序。 Windows 2000 SP4 添加了本機 USB 2.0 支持。 Windows 2000 也是第一個在操作系統級別支持休眠（操作系統控制的 ACPI S4 睡眠狀態）的 Windows 版本，這與需要硬件製造商或驅動程序開發人員提供特殊驅動程序的 Windows 98 不同。
引入了一種旨在保護關鍵系統文件的新功能，稱為 Windows文件保護。這通過防止除 Microsoft 操作系統更新機制以外的程序（例如 Package Installer、Windows Installer 和其他更新組件）修改它們來保護關鍵的 Windows 系統文件。系統文件檢查器實用程序使用戶能夠手動掃描所有受保護系統文件的完整性，並可選擇修復它們，方法是從存儲在單獨的“DLLCACHE”目錄中的緩存或從原始安裝媒體中恢復。
Microsoft 認識到嚴重錯誤（藍屏死機或停止錯誤）可能會導致需要持續運行的服務器出現問題，因此提供了一個系統設置，允許服務器在發生停止錯誤時自動重新啟動。還包括一個選項，可以將前 64 KB 內存轉儲到磁盤（用於調試目的的最小內存量，也稱為 minidump）、僅轉儲內核內存或轉儲內核內存。將內存的全部內容寫入磁盤，並將此事件记录在Windows 2000事件日誌中。為了提高運行 Windows 2000 的服務器的性能，Microsoft 讓管理員可以選擇為後台服務或應用程序優化操作系統的內存和處理器使用模式。 Windows 2000 還在操作系統中引入了核心系統管理和管理功能，如 Windows Installer、Windows Management Instrumentation 和 Windows 事件跟踪 （ETW）。
- COM+
- NTFS 3.0
- 加密檔案系統
- 磁碟管理
- 指令集
- 語言與地區：更多国家、地区和语言的支持。并且，Windows还支持语言包，允许在同一个Windows 2000安装中使用多种语言。
- 遊戲
- 系統工具
- 復原主控台
- Server版專用功能
- 分散式檔案系統
- Active Directory
- Volume fault tolerance

## 架構

Windows 2000作業系統架構包含了兩個層次：使用者模式和核心模式，每個模式還包含了不同的模組

Windows 2000是高度模組化的系統，系統中包含了兩個層次：使用者模式和核心模式。使用者模式顧名思義代表了使用者程式在這個模式中執行，只能存取部份的系統資源。核心模式則可以存取所有的系統資源，包含了記憶體和外部的設備。使用者模式執行程式是透過“Executive”的介面來執行，而Executive本身是位於核心模式，因此可以存取到各種系統資源。

## 系统需求
|          | 最低配置                  | 推荐配置                   |
| x86架構  | x86架構                   | x86架構                    |
| -------- | ------------------------- | -------------------------- |
| CPU      | Pentium 133 MHz           | Pentium II 300 MHz         |
| 内存     | 32 MB（服务器版为128 MB） | 128 MB（服务器版为256 MB） |
| 硬盘空间 | 1 GB（服务器版为2 GB）    | 5 GB                       |
| 显卡     | 800×600 VGA或更好的显示器 | 1024×768 VGA或更好的显示器 |
| 输入设备 | 键盘 及/或 鼠标           | 键盘 及/或 鼠标            |

Windows 2000可以通过多种方法部署。它可以通过传统媒介（如CD）或通过共享文件夹安装到服务器上。安装可以选择手动安装或无人值守。手动安装时，管理员必须指定配置选项。无人值守安装则是通过填写了所有选项的应答文件或INI文件形式编写的预定义脚本。应答文件可以手动创建，也可以使用图形安装管理器创建。之后Winnt.exe或Winnt32.exe程序使用该应答文件来自动安装。无人值守安装可以使用微软系统配置管理器，通过可引导光盘执行；可以通过系统准备工具（Sysprep）执行；可以通过使用/syspart开关的Winnt32.exe程序执行；或者通过远程安装服务（RIS）执行。Windows 2000中也引入了可集成（slipstream）一个服务包到原来的操作系统安装文件。

## 版本
微软针对不同的市场和业务需求发布了多个版本的Windows 2000：专业版（Professional）、服务器版（Server）、进阶服务器版（Advanced Server）和数据中心服务器版（Datacenter Server）。每个版本都是单独的包装。
- Windows 2000 Professional（专业版）被设计为面向企业和高级用户的桌面操作系统。
- Windows 2000 Server（服务器版）与专业版有相同的用户界面，但包含用于作为服务器的计算机运行基础架构和应用的附加组件。
- Windows 2000 Advanced Server（进阶服务器版）是服务器版的一种变体，专为大中型企业设计。
- Windows 2000 Datacenter Server（数据中心服务器版）是服务器版的一种变体，专为经常通过中央服务器移动大量机密或敏感数据的大型企业而设计。

另外，微軟也販賣64位元處理器Itanium專用的Windows 2000 Advanced Server Limited Edition和Windows 2000 Datacenter Server Limited Edition，不過功能上有些限制。

## Service Pack（服务包）

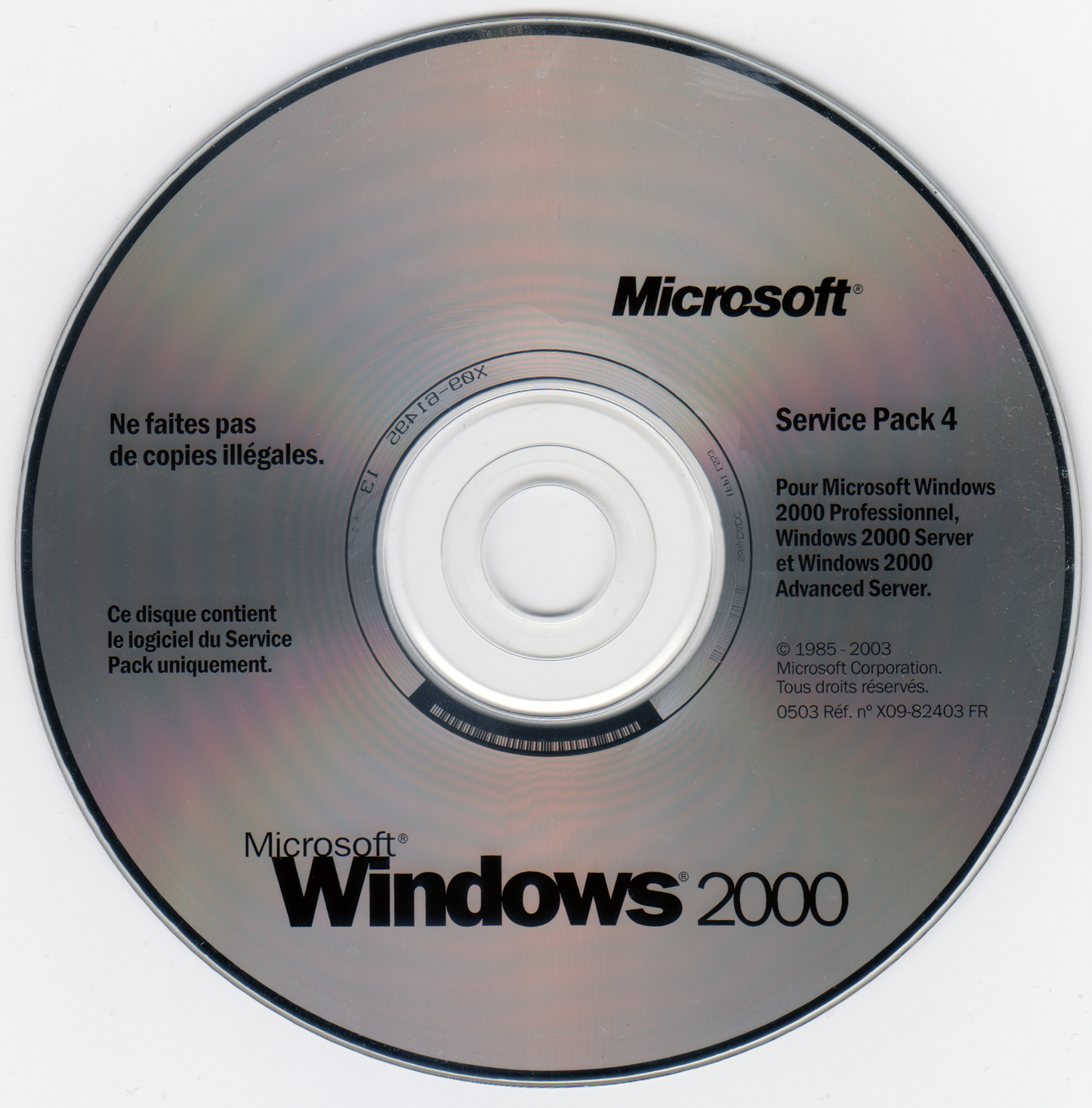
SP4安装光盘

微软为Windows 2000发布了四个完整的服务包（Service Pack）和一个在SP4之后的更新汇总包，这是最后一个服务包。微软在Windows 2000 SP3中逐步淘汰了其Java虚拟机（JVM）的所有开发。
微软最初打算为Windows 2000发布第五个服务包，但在其开发早期取消了该项目，而发布了SP4的更新汇总1做替代，这是所有安全补丁和其他一些重要修复的集合。更新汇总不包括所有与安全无关的补丁，也不会像完整的服务包一样进行广泛的回归测试。微软称此更新将比完整的新服务包更好地满足客户的需求，并且仍将帮助Windows 2000客户保护他们的电脑、降低支持成本并支持现有的计算机硬件。
- Windows 2000 Service Pack 1：于2000年7月31日发布[註 3]
- WIndows 2000 Service Pack 2：于2001年5月16日发布[註 4]
- Windows 2000 Service Pack 3：于2002年8月21日发布[註 5]
- Windows 2000 Service Pack 4：于2003年6月26日发布[註 6]
- Windows 2000 SP4 更新汇总 1：于2005年9月13日发布[註 7]

## 安全性
2002 年 10 月，Microsoft 委託 IDC 確定 Windows 2000 上企業應用程序的總擁有成本 (TCO) 與 Linux 上相同應用程序的 TCO。 IDC 的報告基於對 104 家北美公司的 IT 主管和經理的電話採訪，他們確定了他們在文件、打印、安全和網絡服務的特定工作負載中使用什麼。 IDC 確定，Windows 2000 的 TCO 優於 Linux 的四個領域（對於一個平均 100 名員工的組織來說，在五年內）是文件、打印、網絡基礎設施和安全基礎設施。然而，他們確定 Linux 在 Web 服務方面比 Windows 2000 具有更好的 TCO。報告還發現，最大的成本不是軟件和硬件的採購，而是人員成本和停機時間。雖然該報告在 IT 基礎設施停機期間應用了 40% 的生產力因素，但認識到員工並非完全沒有生產力，但它沒有考慮停機時間對企業盈利能力的影響。該報告指出，Linux 服務器的計劃外停機時間少於 Windows 2000 服務器。它發現與 Windows 2000 服務器相比，大多數 Linux 服務器每台服務器運行的工作負載更少，而且受訪企業中沒有一家使用 4 路 SMP Linux 計算機。該報告也沒有考慮特定的應用服務器——需要低維護並由特定供應商提供的服務器。該報告確實強調 TCO 只是考慮是否使用特定 IT 平台的一個因素，並且還指出，隨著管理和服務器軟件的改進和更好地打包，所顯示的整體情況可能會發生變化。

## 源代码泄露事件
2004年2月12日（或者之前），發生部分Windows 2000和Windows NT 4.0的源代碼在網絡上洩漏的事件。這次泄漏源后来追踪到Mainsoft，一个Windows界面源环境伙伴。微軟發表以下的聲明：
微軟的原始碼既受版权保护，又作为商业机密受到保护。任何公佈、傳播、下載或者使用這些洩漏的原始碼都是非法的。
儘管微軟發出警告，但是這些洩漏的原始碼已在文件共享网络上广泛传播，甚至在2004年2月16日還有從洩漏的原始碼中發現Internet Explorer的安全漏洞。